# 櫻田厚
櫻田 厚（さくらだ あつし、1951年11月25日 - ）は、日本の実業家。モスバーガーを運営するモスフードサービス代表取締役会長・元社長、モスアカデミー名誉校長。元日本フランチャイズチェーン協会会長。元日本フードサービス協会会長。
モスフードサービス創業者である櫻田慧の甥にあたる。

## 人物・経歴
東京都大田区出身。1970年に東京都立羽田高等学校卒業後、広告代理店に入社した。
1972年からモスバーガー創業に参画し、1977年にモスフードサービスに入社した。西日本営業部長を経て、1994年取締役海外事業部長に就任した。1997年、取締役東日本営業部長に就任した。
櫻田慧が死去した翌年の1998年から、モスフードサービス代表取締役社長を務めた。2003年に代表取締役社長CEO、2009年に代表取締役社長、2014年に代表取締役会長兼社長と日本フードサービス協会会長、2016年に代表取締役会長、2018年にモスアカデミー名誉校長にそれぞれ就任した。日本ハンバーグ・ハンバーガー協会副会長も務めた。
2021年7月14日、「週刊文春」電子版は、櫻田、ロイヤルホールディングス会長の菊地唯夫、SRSホールディングス会長の重里欣孝、ジョイフル社長で衆議院議員の穴見陽一など計5人が「まん延防止等重点措置」下の7月8日にモスフードサービスが運営する品川区の和食店で3時間にわたり、酒を伴う会食を行っていたと報じた。モスフードサービスは文春の取材に対し、飲酒における「同一グループ2人以内」「利用者の滞在時間は90分以内」が守られていなかったことを認め、「（会食の場となった店舗は）飲食店として取り組むべき必要な措置を講じていなかったことを踏まえ、同店の該当期間についての協力金の申請は行わない考えです」と述べた。

## テレビ番組
- 日経スペシャル カンブリア宮殿 - 不動の人気を博す！日本生まれのハンバーガーチェーンの秘密（2013年8月15日、テレビ東京）[9]。

## 著書
- 『いい仕事をしたいなら、家族を巻き込みなさい！』（2014年12月1日、KADOKAWA）ISBN 9784046010469
- 『モスバーガー流 結果を出すリーダーの習慣』（2015年9月1日、日経BPマーケティング）ISBN 9784822273491